# Bohemund I.
Bohemund I. (engleski Bohemond of Otranto, francuski Bohémond de Tarente) (rođen oko 1057., umro 1111.), sin Roberta Guiscarda; vojvoda od Taranta, istaknuti sudionik Prvoga križarskog rata. Od 1098. knez od Antiohije. Da sačuva za sebe Antiohiju, ratovao s Bizantom i Seldžucima, koji su ga i zarobili. Vrativši se iz zarobljeništva, u Italiji organizira (1104.) nove čete za vojni pohod na Istok. Godine 1107. ulazi ponovno u rat s Bizantom, ali je, nakon neuspjele opsade Drača, bio prisiljen sklopiti mir s carem Aleksijem I. (1108). Pripremajući se na novu vojnu, umro je u Pugli.

## Životopis
Sin Roberta Guiscarda i njegove prve žene Alberade, Bohemund je kršten kao Marko, ali je dobio nadimak po legendarnom divu Bohemundu. Nadimak mu je pristajao jer je bio idealno visok i snažan vitez, u riječima suvremenika "čudesna pojava". Njegov dječački dom bio je u južnoj Italiji, gdje je njegov otac, Robert, normanski plaćenik došao i postao vojvoda Apulije i Kalabrije. Tu se Bohemund uključio u ratove svoga oca i iskazao se kao borac i vođa. Bohemundovo djetinjstvo je slabo zabilježeno, pa čak i točan datum rođenja nije poznat. Godine 1079. postao je zapovjednikom postrojbe vojske svoga oca. U međuvremenu je njegova maćeha, Sigelgaita, rodila nasljednika, Rogera Borsu. Bohemund je bez sumnje rano u životu osjetio da neće imati baštinu zbog polubrata i da će morati tražiti zemljište i bogatstvo u oslabljenom Bizantskom Carstvu.
Godine 1081. Bohemund je kao zapovjednik očeve vojske zauzeo Avlonu, grad južno od Drača. Iste godine, Aleksije I. Komnen postao je bizantski car i prijetnja Normanima. Više od tri desetljeća trajalo je rivalstvo između Bohemunda i Aleksija. U početnoj borbi, od 1081. do 1085., Bohemond i njegov otac došli su jako blizu zauzimanju zapada grčkoga carstva. Normanska vojska izvojevala je nekoliko sjajnih pobjeda, ali je Aleksije istjerao Bohemunda iz Larise u Tesliji 1083., a smrt Roberta Guiscarda 1085. godine ostavila je Bohemunda bez baštine i s malo nade za uspjeh protiv Bizanta. Sljedeće četiri godine, Roger Borsa dopustio je Bohemundu da stekne uporište u Bariju, gdje je čekao još jednu priliku za napad na Aleksija.
Prilika je došla kada je papa Urban II. pokrenuo Prvi križarski rat u studenom 1095. godine, nudeći nagradu na ovom i onom svijetu za one koji su otjeraju Saracene sa Svetog groba. Kad je riječ došla do Bohemunda, krenuo je prema Istoku. On i mali odred Normana prijeđoše grčku zemlju zimi 1096. – 1097. s nekoliko incidenata. Pri prolazu kroz Carigrad, iz predstrožnosti, uspostavio je prijateljske odnose s carem Aleksijem. Potonji je uspio dobiti zakletve većine križarskih vođa, uključujući i Bohemunda, te im pomogao prijeći Bospor. Požurivao ih je obećanjima pomoći ako vrate suverenitet caru nad nekoć bizantskim teritorijem koji su držali muslimani. U narednim kampanjama protiv Turaka Seldžuka, Bohemund se istaknuo u Niceji, Dorileji i Antiohiji, koju je opsjedao od listopada 1097. do 3. lipnja 1098. godine. Grad Antiohija pao je u križarske ruke zahvaljujući njegovoj lukavosti i pregovorima s izdajnikom. Nakon kratkog i neuspješnog turskog protuudara, tijekom kojeg je Bohemund više-manje preuzeo zapovjedništvo, križari su pregrmili ljeto i jesen.
Kad je križarska vojska nastavila dalje na jug prema Jeruzalemu u siječnju 1099., Bohemund je ostao de facto vladar Antiohije, iako njegov zahtjev nije bio otvoreno podržan zbog straha od kršenja zakletve Aleksiju. Normanski vojvoda nije sudjelovao u zauzimanju Jeruzalema, već je, zbog nastupa, kasnije otputovao do Svetoga groba. Odlaskom mnogih križara u svoje domovine, Bohemund je ostao u Antiohiji. Čini se kako je Bohemund 1100. bio predodređen za uspostavljanje velike kneževine u Antiohiji; imao je dobar teritorij, dobar strateški položaj i snažnu vojsku. Ipak, morao se suočiti s dvije velike sile: Bizantskim Carstvom, koje je zahtijevalo sva njegova područja i jake muslimanske kneževine na sjeveroistoku Sirije. Između ove dvije sile, nije uspio. Pogriješio je krenuvši u rat protiv emira Sebasteje (današnji Sivas u Turskoj), sjeverno od Antiohije. Upao je u zasjedu i držan je u zarobljeništvu mjesecima. Oslobođen 1103., vratio se Antiohiji i njezinim problemima.
Za dvije godine Bohemundova zarobljeništva, regent Antiohije je bio Tankred, njegov nećak, koji je s Bohemundom krenuo u križarski rat. Tankred se istaknuo u Ciliciji, gdje je zauzeo Tarz od Turaka Seldžuka i došao u sukob s drugim istaknutim križarom, Baldvinom iz Boulogne (koji će poslije postati prvi jeruzalemski kralj).
Odigrao je istaknutu ulogu u većini velikih bitaka križarskog rata, a nakon osvajanja Jeruzalema (1099.) dobio je titulu kneza Galileje. Nakon što se Bohemund vratio u Europu 1104. godine, Tankred je trajno postao regent Antiohije, a također i Edese od 1104. do 1108. Postao je glavni latinski velikaš sjeverne Sirije. Stalno je ratovao s Turcima i Bizantincima sve do svoje smrti (1112.).
Godine 1105. Bohemund je došao u Bari po pojačanja za borbu s Bizantincima. U rujnu 1105. došao je u Rim i razgovarao s papom, a potom u ranu 1106. putovao kroz Francusku. Djeca su nazivana po njemu, mase su ga čule kako denuncira perfidnog Aleksija, a svetišta su primila relikvije iz njegovih ruku. U proljeće 1106. Bohemund se oženio Konstancom, kćerkom francuskog kralja Filipa I.
Bohemund, koji je prije 30 godina bio bez zemlje, sada je bio na vrhuncu svoje karijere. Do rujna 1107. bio je spreman pokrenuti svoj križarski rat protiv Bizantinaca, a u roku od mjesec dana došao je s velikom vojskom u Avlonu. U idućim mjesecima, Drač se čvrsto držao protiv Normana, a Bohemund se susreo i s drugim nesrećama na tom području. Tražeći izlaz iz slijepe ulice, Aleksije, koji je želio okončati rat, ponudio je Bohemundu Antiohiju i neke druge grčke gradove u zamjenu za njegov vazalni položaj. Prihvaćajući ove uvjete, Bohemund je pretrpio poniženje iako je zadržao kontrolu nad Antiohijom.
Godine koje slijede nakon sklapanja ovoga nepovjerljivog mira slabo su zabilježene. Konstanca je Bohemundu rodila dva sina, od kojih je Bohemund II. poslije postao knez Antiohije. Bohemund je vjerojatno pokušao okupiti još jednu vojsku, ali ti napori su prekinuti njegovom smrću 1111. godine. Njegova borba s Bizantom je završena, a slijedio ga je njegov suparnik Aleksije, koji je umro 1118. godine. Dobivši nadimak po divu, Bohemund se borio protiv divovskih izgleda, a nasljednicima je ostavio jednu od najvažnijih križarskih država, Kneževinu Antiohiju. Povijest ga pamti kao zgodnog muškarca, genijalnog ratnika i nadarenog diplomata. Uz to, bio je i podmukao, obmanjiv i ambiciozan.